# Nino Ferrer and Leggs
Albums de Nino Ferrer
Métronomie
(1972) Nino and Radiah
(1974)
Nino Ferrer & Leggs est un album studio de Nino Ferrer, paru en 1973 sur le label Riviera (réf. 421.084U).

## Liste des titres
| No | Titre                 | Paroles et musique                          | Durée |
| -- | --------------------- | ------------------------------------------- | ----- |
| 1. | L'Angleterre          | Nino Ferrer, Giorgio Giombolini             | 7:14  |
| 2. | Moby Dick             | Nino Ferrer, Giorgio Giombolini             | 3:19  |
| 3. | L'An 2000             | Nino Ferrer, Giorgio Giombolini             | 5:58  |
| 4. | Je vais te dire adieu | Nino Ferrer                                 | 2:20  |
| 5. | Listen to the Master  | Nino Ferrer                                 | 5:31  |
| 6. | La Révolution         | Nino Ferrer, Giorgio Giombolini, Ron Thomas | 6:21  |
| 7. | Kinou                 | Nino Ferrer                                 | 3:20  |
| 8. | Na Na Song            | Brian Johnston, adapt. Nino Ferrer          | 3:57  |

## Crédits
- Nino Ferrer : chant, guitares
- Micky Finn : guitare électrique
- Ron Thomas : basse
- Keith Boyce : batterie
- Brian Johnston : piano
- Giorgio Giombolini : orgue
- Le quatuor électrique dirigé par Jean-Claude Vannier :
  - Pierre Llinares : alto
  - Pierre Louis : violon
  - Jean-Charles Lapon : violoncelle
  - Michel Ripoche : violon solo
- Dominique Blanc-Francard : prise de son
- Bernard Estardy : mixage